# Yunan
Yunan léase Yu-Nán (en chino simplificado, 郁南县; pinyin, Yùnán xiàn) es un condado bajo la administración directa de la ciudad-prefectura de Yunfu. Se ubica al oeste de la provincia de Cantón, en el sur de la República Popular China. Su área es de 196 km² y su población total para 2018 fue más de 400 mil habitantes.

## Administración
El condado de Yunan  se divide en 15 pueblos que se administran en poblados.